# Championnat du monde féminin de curling 1991
Navigation
Édition précédente Édition suivante
Le Championnat du monde féminin de curling 1991, treizième édition du championnat du monde féminin de curling, a eu lieu du 23 au 31 mars 1991 à Winnipeg, au Canada. Il est remporté par la Norvège.